# (6493) Cathybennett
(6493) Cathybennett (1992 CA) – planetoida z grupy pasa głównego asteroid okrążająca Słońce w ciągu 2,72 lat w średniej odległości 1,95 j.a. Odkryta 2 lutego 1992 roku.